# Tărâmul groazei
„Tărâmul groazei” (titlu original: „Realm of Fear”) este al doilea episod din al șaselea sezon al serialului TV american științifico-fantastic Star Trek: Generația următoare și al 128-lea episod în total. A avut premiera la 28 septembrie 1992.
Episodul a fost regizat de Cliff Bole după un scenariu de Brannon Braga.

## Prezentare
Reginald Barclay trebuie să-și depășească frica de teleportare pentru a rezolva un mister. 

## Actori ocazionali
- Colm Meaney - Miles O'Brien
- Patti Yasutake - Alyssa Ogawa
- Dwight Schultz - Reginald Barclay
- Renata Scott - Hayes
- Thomas Belgrey - Yosemite Crewmember
- Majel Barrett - Computer Voice